# Paradrillia darnleyensis
Paradrillia darnleyensis é uma espécie de gastrópode do gênero Paradrillia, pertencente a família Horaiclavidae.